# Noel Fielding
Noel Fielding (Westminster, 21 maggio 1973) è un comico, scrittore, attore musicista britannico.

## Biografia
È noto soprattutto per aver interpretato, dal 2004 al 2007, vari ruoli quali Vince Noir e Old Greg nella serie televisiva The Mighty Boosh, da lui scritta insieme a Julian Barratt. Della serie ha curato anche la scenografia. Ha recitato anche nella sitcom IT Crowd (doppiato in italiano da Oreste Baldini). Dal 2009 ha partecipato allo show televisivo Never Mind the Buzzcocks, in onda su BBC Two fino alla sua cancellazione, nel 2015. Con Sergio Pizzorno dei Kasabian ha fondato la band Loose Tapestries, ed è inoltre comparso nei videoclip musicali dei singoli Vlad the Impaler (2009) e You're in Love with a Psycho (2017) dei Kasabian.
Dal 2017 è co-conduttore di Bake off UK.